# 環境護岸
環境護岸（かんきょうごがん）とは、護岸を下記の目的で施す護岸の総称。
従来の河川その他に施される護岸は、主に治水機能を充足させ、安全な河川づくりを主眼にしたものであった。このため、強固なことが第1条件であり、ブロック張りやコンクリート張り、コンクリート擁壁、鋼矢板などの護岸が主流となってきた。
しかし、一方、人々が河川の水辺への親しみを要求し、オープンスペースを求めて、河川を利用しようと考えた場合、これらの従来の護岸は、必ずしも人々を迎え入れるものではなかった。また、河川環境の中で生息する魚類や水生昆虫、あるいは植物などの自然の保護という視点からみても、マイナスの面が強く作用している。
このような護岸に対して、人々が河川を公園的に利用し、河川との触れ合いを高め、また、河川をとりまく自然環境にも配慮し、さらに親水性への配慮もした護岸が試みられるようになってきている。
このように、景観、親水性、生態系などの保全や利用性の向上など、環境の保全を図る護岸を総称して「環境護岸」という。
このような考え方からつくられた環境護岸は、目的や機能から分類できるが、まだ景観的にはハードなものがある。しかし、こうした考え方がなされることは、環境保全の面だけでなく、自然の回復という点からも進んできたとされる。
環境護岸の種類については、以下のとおり。

## 親水・河川利用護岸
親水・河川利用護岸、親水河川利用利便性向上護岸は水遊びに便宜を図るために、水辺に近づきやすい形状をした護岸や、高水敷等の河川空間の利用の利便性を向上させる目的でつくられた護岸である。親水・河川利用護岸は、形状から分類して階段護岸と緩勾配護岸、階段・緩勾配組合せ護岸とその他に分けられる。

### 緩勾配護岸
低水護岸の勾配を緩やかにし、高水敷と低水敷間のアプローチを容易にすることによって、親水性を向上させることを目的にしたのが緩勾配護岸である。

### 階段護岸
階段護岸は、護岸を階段状にすることで、親水性や利用性を高めようとするものである。特徴的な利用としては、高水敷が球技場や運動場に整備されたところにみられる観覧席護岸や船着場を兼ねたものなどがある。
また、景観保全をも目的とした護岸、その素材や構造に特徴がみられる。
観覧席護岸では、遠賀川や信濃川など大河川に事例がみられる。
舟着場を兼ねた階段は、コンクリートでできており球麿川にみられる。
周辺が主として住居地域、市街地などで高水敷の整備状況によって使い分けがなされている。
高水敷の整備有
- 観覧席護岸（主に高水護岸）
- 高水敷整備と併せた低水階段護岸（主に低水護岸）
- 高低水階段護岸（高低水護岸）

高水敷無し、または高水敷の整備なし
- 親水階段護岸
- 舟着場兼用護岸

周辺が公園名所等では、景観保全を兼ねた階段護岸を施される場合もある。
景観保全を兼ねた階段護岸には、玉石や野面石を使った階段(天龍川水系松川など)コンクリート階段と岩組の組合せ(矢作川水系乙川）、擬木詰石階段と玉石積(太田川水系太田川）、コンクリート階段と円弧法枠ブロック内自然石張との組合せ(重信川水系石手川）などがみられる。

## 景観保全護岸
河川改修における護岸に、コンクリート護岸などの人工構造物が一般的に利用される場合が多く、河川における景観保全上、植栽とは別の工法として、護岸の緑化と護岸の材質、工法などを考慮した修景護岸が考えられる。

### 既存護岸の垂直緑化
既存の河川の垂直な護岸をツタなどはわせ、コンクリート護岸のもつ固さをやわらげることも試みられるようになっていく。これも一種の景観保全護岸化といえる。

### 緑化護岸
緑化護岸とは、コンクリート護岸などのもつ無味乾燥さを、護岸の一部に植栽することによって修景する工法である。これは、法枠ブロック、連節ブロック、緑化ブロック等の異形ブロックを用いて、さつき、柳、蔦、芝、ヨシ、ススキ等を植栽するものである。
緑化護岸には、用いるブロックや工法により、法枠工植栽護岸、覆土式護岸、緑化ブロック護岸、コンクリートブロック植栽護岸、コンクリート抜き取植栽護岸などがある。

#### 法枠工植栽護岸
円弧法枠ブロックや法枠コンクリートを用いて、枠に囲まれた部分に植栽するものである。この事例は、多摩川、揖斐川などでみられ、樹種は、芝、さつき、柳などである。

#### 覆土式護岸
連節ブロック護岸やかご型式護岸とあり、連節ブロック護岸はブロックとブロックの間に一定の間隔を保ちながら据え付けていくもので、ブロックは地表下で鉄線等で連結され、ずれを防いでいる。そしてブロックの表面を加工して土砂を被覆している。事例は全国各地でみられ、主にイネ科の種を被覆した土砂に吹きつけして植栽を施す。かご型式はかごを組んでかごの中に岩石と土砂を詰め、詰めた土砂にヨシ、柳、ススキなどを植栽している。

#### 緑化ブロック護岸
仮木類を植栽できるように工夫されたブロックを用いて、法面に植栽を行なうものである。この事例は、いたち川（富山県)、五行川（茨城県)、野川（東京都)などでみられる。樹種としては、芝、さつきなどである。

#### コンクリートブロック植栽護岸
護岸ブロックの一部を抜き取り、そこに植栽していくものである。この事例は揖斐川（岐阜県)、柏尾川（神奈川県)でみられる。
コンクリート抜取植栽護岸は、コンクリートブロックの抜取りに加えて、計画高水位よりも上部の護岸平坦部に方形の穴を設け、植栽するものである。事例としては、揖斐川、長良川（岐阜県)などでみられる。

## 生態系保全護岸
生態系保全護岸は、水中の生物や植物の産卵・生育、また、洪水時の避難場所などの機能をもつ護岸であり、魚類、ホタル、自然植生野鳥などの保全を目的としている。

### 魚類保全護岸
魚類保全護岸は魚類や水中生物の棲息空間や避難場所を確保することが主目的であるから、水中生物が移動しやすくまた、魚類のエサの流入や採光、産卵などの点に考慮することが必要となる。
魚類保全護岸は護岸形態によって、魚巣ブロック護岸、段岸魚巣ブロック護岸、人工ワンド、魚類配慮根固めブロック護岸の4種類に分類できる。そして、魚類保全護岸は目的別に以下のように使い分けを行う。
- 魚類保全目的 - 魚巣ブロックによる魚類保全護岸, 根固めブロックによる魚類保全護岸, 人工ワンドによる魚類保全護岸
- 魚類保全親水目的 - 段岸魚巣ブロックによる護岸
- 魚類保全、親水景観保全目的 - 魚巣ブロックと円弧法枠ブロック内張芝階段護岸

#### 魚巣ブロック護岸
魚巣ブロック護岸は、魚巣ブロックと呼ばれる異形ブロックを組み合わせて、護岸本来の機能と魚類の生息条件を充足させる護岸の手法である。魚巣ブロックは、内部に空洞を設けたもので、これらを積み上げて護岸とする。
こうした魚巣ブロック護岸が設けられる背景としては、内水面漁業の振興や汚れて魚の住まなくなった河川を再び魚の住む河川に戻し、地域住民のやすらぎを与える場を確保すること、あるいは、河川の景観をよくすることなどがあげられる。

#### 段岸魚巣ブロック護岸
段岸魚巣ブロック護岸は、段岸魚巣ブロックを階段状に積んだ護岸で
あり、魚類保全に加えて、親水性の点からみても優れているといえるが、護岸の事例は米之津川（鹿児島県)、一ツ瀬川（宮崎県)、田川、蛇尾川、秋由川（以上、栃木県)にみられる。
これらの事例では、高水敷があるところでは、段岸、ブロックが使われ、高水敷がないところでは、先にみた魚巣ブロックが使われている。また、段岸魚巣ブロック護岸と魚巣ブロック護岸との使い分けもそれほど明瞭なものではない。

#### 人工ワンド
ワンドとは、主として治水や舟運のため流れに、そだ沈床と捨石によって構築され、流れに突きだされたT型の水制とそこに堆積した流砂によって形成される湾部である。ワンドは、静水域になっていることや本流に比べて水質が良好であることなどから魚類の棲息環境としては、良好な空間といえる。
主な魚類のワンド内に棲息する生物は、一般的に次のようなものである。
- フナ・タイリクバラタナゴ、オイカワ.モツゴ - ワンド内の岸から中心部に及ぶ広い範囲を生活場所としている。
- ニゴイ・スゴモロコ・ワタカ・ハスなど遊水魚やゼゼラ・ヨシノボリ・スジシマドジョウ・カマツカなど底性魚 - 岸に近い部分だけを生活場所とし、中心部はあまり利用しない。
- コクレン・ハクレン - ワンドの中央部のみを生活場所とする。

このような魚類の棲息環境としてのワンドを保全することは、自然保護の面からも重要であり、人工ワンドの造成が必要となる場合がある。
ワンドは、豊富な魚類が棲息し、住みわけ、食いわけ、産みわけを可能にする多様性があり、人工ワンド造成に当たっては、こうした多様な環境をいかにつくりだすかがポイントとなる。そのために、広さ、水深、水際部、底質などの内容についての配慮が必要となる。
人工ワンドの代表的な事例は、淀川にみられる。淀川に棲息する魚類は、約50種にのぼり、そのうち約半数の種類は、ワンドにのみ棲息し、また、稚魚が多いといわれている。また、天然記念物に指定されているイタセンバラも棲息している。
こうした魚類の棲息環境保全のため、連続ブロックと自然石空積によって、ワンド護岸を整備しており、治水上の安全性を確保しながら、ワンドの保全が図られている。
ワンド護岸は、透水性のある構造をもつ。